# Taraxacum macroceras
Taraxacum macroceras, vrsta maslačka. Trajnica raširena po cijeloj sjevernoj Rusiji, uključujući Kamčatku i kurilske otoke.
Rod je opisan u Arkiv för Botanik. Stockholm 5(9): 15 (1906)